# Кертес, Адольф
Адольф Кертес (венг. Adolf Kertész, 15 марта 1892, Vieska nad Žitavou, Нитранский край — 18 ноября 1920, Саарбрюккен) — венгерский футболист, левый полузащитник.

## Биография
Адольф Кертес родился 15 марта 1892 года в австро-венгерской деревне Кишфалуд (сейчас в Венгрии) в еврейской семье.
Играл в футбол на позиции левого полузащитника. В 1909—1920 годах выступал за МТК из Будапешта. В его составе четыре раза выигрывал чемпионат Венгрии (1914, 1917—1918, 1920), проведя 148 матчей и забив 19 мячей. Четырежды завоёвывал Кубок Венгрии (1910—1912, 1914).
В 1911—1920 годах провёл 11 матчей за сборную Венгрии, мячей не забивал. Дебютным стал поединок 29 октября 1911 года, в котором венгры в Будапеште разгромили сборную Швейцарии — 9:0.
Отличался техничной игрой и точным пасом, хотя неодинаково хорошо владел обеими ногами.
Погиб 18 ноября 1920 года в автокатастрофе в немецком городе Саарбрюккен.

## Достижения

### Командные
- Чемпион Венгрии (5): 1914, 1917, 1918, 1920
- Обладатель Кубка Венгрии (4): 1910, 1911, 1912, 1914

## Семья
Старшие братья Вилмош Кертес (1890—1962) и Дьюла Кертес (1888—1982) также были футболистами, выступали за сборную Венгрии. Адольфа называли «Кертес III».